# ورزشگاه آاف‌آاس
ورزشگاه آاف‌آاس (هلندی: AFAS Stadion) یک ورزشگاه فوتبال در شهر آلکمار، هلند است. این ورزشگاه که در سال ۲۰۰۶ تأسیس شده ۱۹٬۵۰۰ نفر ظرفیت دارد و ورزشگاه خانگی باشگاه فوتبال آزد آلکمار محسوب می‌شود.

## نگارخانه

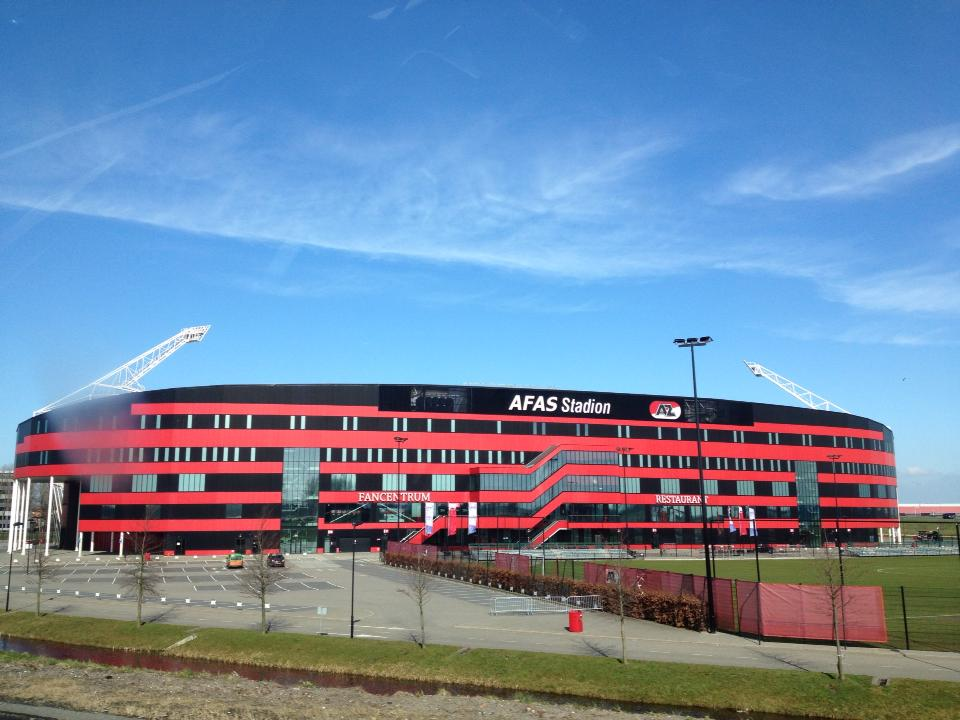
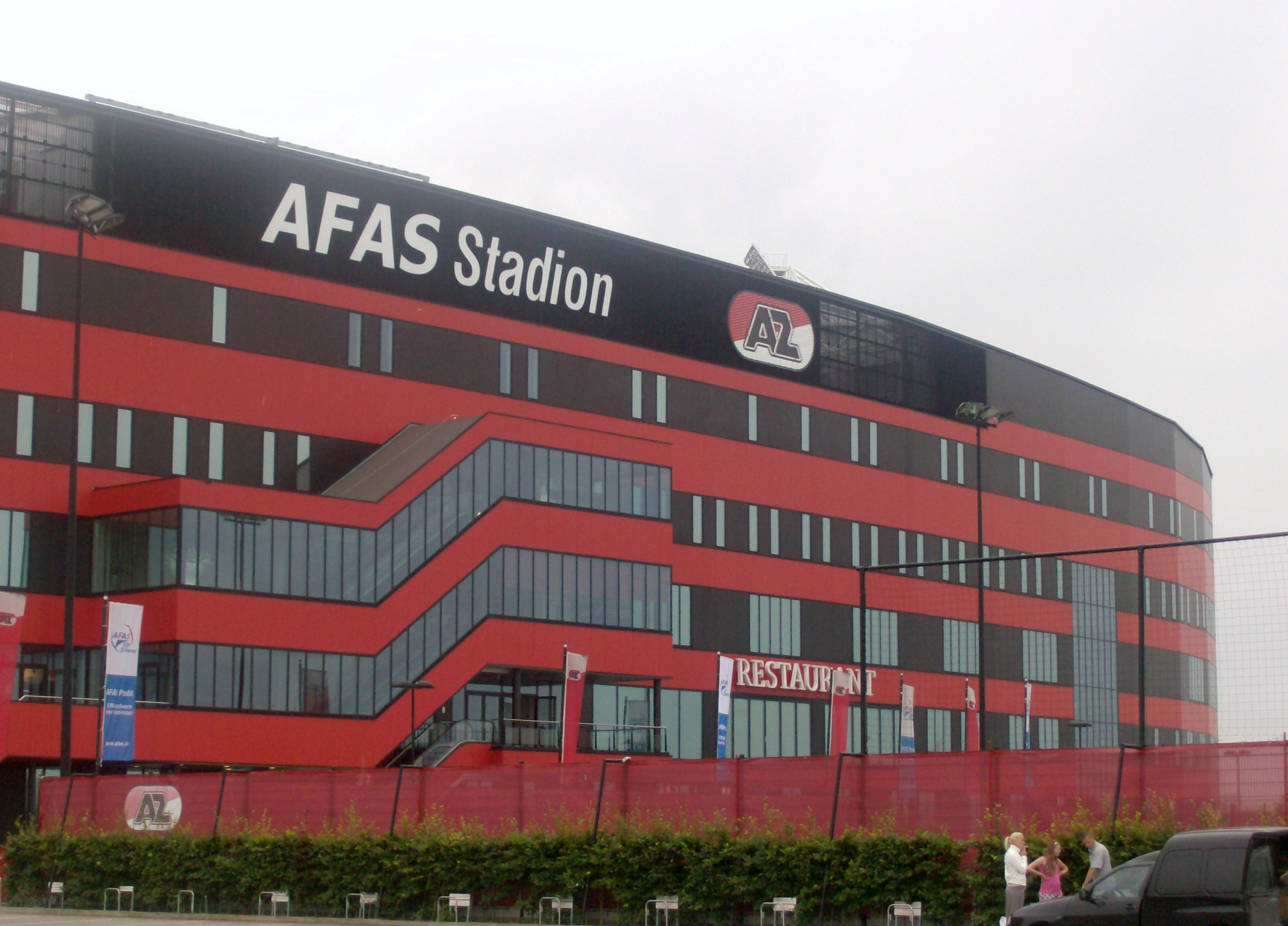
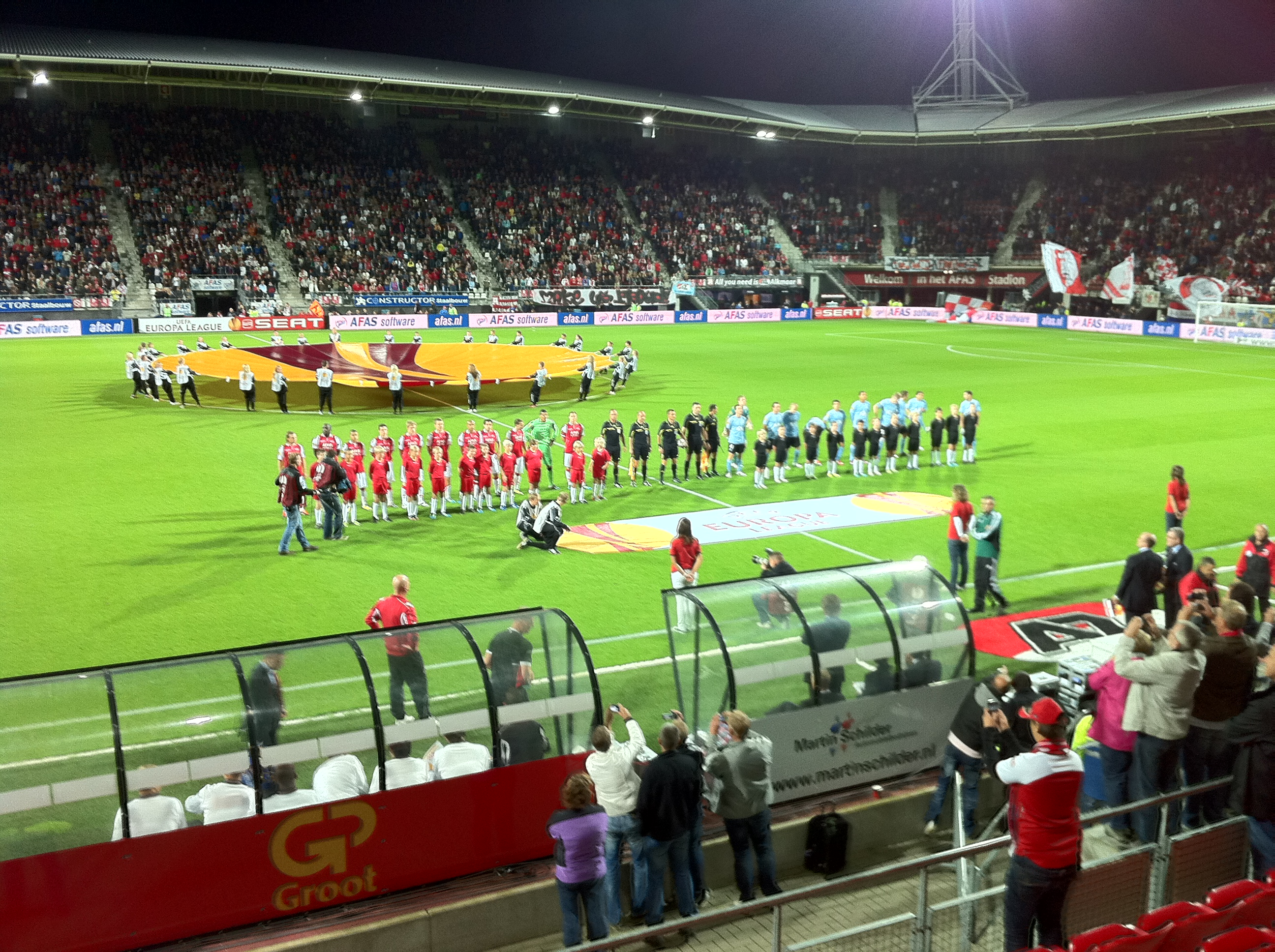